# Myślniew
Myślniew – wieś w Polsce położona w województwie wielkopolskim, w powiecie ostrzeszowskim, w gminie Kobyla Góra.

## Położenie
Położona trzy kilometry od wsi Kobyla Góra w kierunku Międzyborza oraz 9 km na zachód od Ostrzeszowa .

## Historia
Miejscowość historycznie należy do ziemi wieluńskiej i pierwotnie związana była z Wielkopolską oraz Śląskiem. Ma metrykę średniowieczną i istnieje co najmniej od XIII wieku. Wymieniona pierwszy raz w dokumencie zapisanym po łacinie w 1266 jako „Mislniowitz, Myslnowiczi, Mislnow” .
Miejscowość została odnotowana w historycznych dokumentach prawnych i podatkowych. W 1266 mieszkańcy płacili dziesięcinę biskupowi wrocławskiemu. W 1305 uiszczali dziesięcinę snopową o wartości 4 grzywien do kanonika gnieźnieńskiego Mikołaja. W 1441 wieś znajdowała się na ziemi ostrzeszowskiej. Mieszkańcy uiszczali wówczas podatek z 7 łanów kmiecych oraz 6 łanów sołtysich, a także dwa grosze z młyna. Jeden z dokumentów z 1425 poświadczał, że Mężyk z Kobylej Góry sprzedał Myślniew Januszowi Wolfowi z Miechowa. W 1448 wspomniana została mieszkanka wsi Anna wdowa po Janie Czupku. W 1453 przy podziale dóbr ze spadku Anna, wdowa po Wacławie z Kobylej Góry, otrzymała m.in. sołectwo we wsi, a ich syn Jan z Wierzchlasu posiadłość Myślniew z moczarami, Nowe i Trawnie oraz Kuźnicę i sadzawkę. W 1482 przy podziale dóbr Hanczyk otrzymał Myślniew, kuźnicę, 1/2 jeziora myślniewskiego, 4 łany opustoszałe w Ligocie, młyn Zastor w Mikorzynie i 1/2 Rudniczyska .
W 1518 wieś leżała w powiecie ostrzeszowskim i liczyła 8 łanów. W 1553 miał miejsce pożar. Miejscowość liczyła 4 łany. Tego roku sołtys i wójtowie z Myślniewa nie płacili podatków, „bo pogorzeli”. W 1638 miejscowość przynależała do parafii Kobyla Góra .
W latach 1975–1998 miejscowość administracyjnie należała do województwa kaliskiego.

## Zabytki
W Myślniewie znajduje się drewniany kościół, wzniesiony już w XIII wieku oraz dwór z zabytkowym parkiem, który zachował się do dziś (obecnie służy jako dom pomocy społecznej). W kościele znajdują się trzy zabytkowe obrazy – jeden z nich pochodzi z XIII wieku i przedstawia scenę koronacji Matki Bożej, kolejny obraz przedstawia Matkę Bożą z dzieciątkiem. Ostatni obraz znajdujący się na ołtarzu położonym po prawej stronie od głównego ołtarza przedstawia św. Jana Nepomucena, który jest patronem tego kościoła. W wyposażeniu kościoła znajdowały się również drewniane organy działające dzięki napędzaniu powietrza siłą nóg. Organy te jednak zostały zastąpione nowymi, które zostały zakupione pod koniec 2009 r. Organy mechaniczne – zabytkowe – funkcjonowały poprawnie do końca.
W kościele raz została wykonana renowacja ogólna wielu elementów budynku. W roku 2009 została założona instalacja antywłamaniowa zapewniająca bezpieczeństwo oraz została wymieniona instalacja elektryczna wraz z nagłośnieniem.
Przez wieki położona na pograniczu wieś była centrum niekontrolowanego ruchu granicznego.
Jesienią 2018 roku została wykonana wymiana poszycia dachu, który był wykonany z płyt eternitowych. Obecnie poszycie dachu jest wykonane z gontu modrzewiowego.
Na przełomie 2018/2019 roku zostały wymienione okna kościoła.